# Nicolas Vogondy
Nicolas Vogondy (Blois, 8 de agosto de 1977) es un ciclista francés. Compitió para equipos franceses como el Française des Jeux, Crédit Agricole, Agritubel, Bouygues Telecom y Cofidis, además del Accent Jobs-Wanty belga, equipo con el que compitió en su último año como profesional.

## Trayectoria
Vogondy ganó el Tour de Lorena en 1995 como junior. Se convirtió en ciclista profesional en 1997 cuando firmó para Française des Jeux. Su primera victoria profesional llegó en ese mismo año cuando ganó la tercera etapa del Tour de Normandía. Ha sido campeón nacional de Francia en dos oportunidades. La primera en 2002 cuando batió al sprint a Nicolas Jalabert y Patrice Halgand y la segunda en 2008. Ganó la clasificación general de los Boucles de la Mayenne en 2007, después de ganar la segunda etapa. Tiene múltiples apariciones en las tres grandes Vueltas por etapas, Tour de Francia, Giro de Italia y Vuelta a España. 
Vogondy estaba en la escapada de la etapa 5 del Tour de Francia de 2008. Atacó a sus dos compañeros a poco más de un kilómetro antes de la meta, ya que estaban a punto de ser capturado por el pelotón. Vogondy quedó por delante del resto hasta unos 70 metros antes de la meta, cuando fue superado por los mejores velocistas como Mark Cavendish, que ganó la etapa.
En su palmarés se destaca además de los dos campeonatos de Francia en ruta, el campeonato francés contrarreloj en 2010 y una etapa de la Dauphiné Libéré el mismo año.
El 23 de octubre de 2013 anunció su retirada del ciclismo tras diecisiete temporadas como profesional y con 35 años de edad.

## Palmarés
| 1997 - 1 etapa del Tour de Normandía 1999 - 1 etapa del Circuit des Mines 2002 - 1 etapa del Circuit des Mines - Polynormande - Campeonato de Francia en Ruta - Bol d'Or des Monédières Chaumeil - Critérium Saran 2003 - À travers le Morbihan - 1 etapa del Tour de Limousin 2004 - 1 etapa del Regio-Tour | 2005 - 1 etapa de la Ruta del Sur 2006 - Châteauroux Classic de l'Indre - 1 etapa del Tour de Poitou-Charentes 2007 - 1 etapa del Rhône-Alpes Isère Tour - Boucles de la Mayenne, más 1 etapa - 3.º en el Campeonato de Francia Contrarreloj 2008 - Tres días de Vaucluse, más 1 etapa - Campeonato de Francia en Ruta 2010 - 1 etapa de la Dauphiné Libéré - Campeonato de Francia Contrarreloj |

## Resultados en Grandes Vueltas y Campeonatos del Mundo
| Carrera              | Carrera              | 1997 | 1998 | 1999 | 2000 | 2001 | 2002  | 2003  | 2004 | 2005 | 2006 | 2007 | 2008 | 2009 | 2010 | 2011 | 2012 | 2013 |
| -------------------- | -------------------- | ---- | ---- | ---- | ---- | ---- | ----- | ----- | ---- | ---- | ---- | ---- | ---- | ---- | ---- | ---- | ---- | ---- |
|                      | Giro de Italia       | —    | —    | —    | 84.º | —    | —     | —     | 80.º | —    | 44.º | —    | —    | —    | —    | —    | —    | —    |
|                      | Tour de Francia      | —    | —    | —    | —    | 89.º | 19.º  | 117.º | —    | —    | —    | 92.º | 62.º | 68.º | 88.º | —    | —    | —    |
|                      | Vuelta a España      | —    | —    | —    | —    | —    | —     | —     | —    | 64.º | —    | —    | —    | —    | Ab.  | Ab.  | —    | —    |
| Mundial en Ruta      | Mundial en Ruta      | —    | —    | —    | —    | —    | 132.º | —     | 47.º | —    | —    | —    | 52.º | —    | —    | —    | —    | —    |
| Mundial Contrarreloj | Mundial Contrarreloj | —    | —    | —    | —    | —    | —     | —     | —    | —    | —    | —    | —    | —    | 15.º | —    | —    | —    |

—: no participa

Ab.: abandono

## Equipos
- Française des Jeux (1997-2004)
- Crédit Agricole (2005-2006)
- Agritubel (2007-2008)
- Bbox Bouygues Telecom (2009-2010)
- Cofidis, le Crédit en Ligne (2011-2012)
- Accent Jobs-Wanty (2013)